# Earl Wild
Earl Wild (26. november 1915 – 23. januar 2010) var en amerikansk klassisk pianist, der især var kendt for sine fortolkninger af klavermusik af Franz Liszt og Sergej Rachmaninov. Han var berømt for sit virtuose spil og sin frie, storladne stil, der havde rødder tilbage i historien og som han blandt andet var nået frem til efter studier hos nogle af Liszts elever som Xaver Scharwenka og Eugen d'Albert.
Wild var en flittig pianist, der gav mange koncerter og indspillede talrige værker på plade. Ud over Liszt og Rachmaninov indspillede han også Beethoven, Chopin og nyere musik som Gershwin. Han var desuden selv komponist og kendt for sine transskriptioner af klassiske værker, ofte så de blev mere ækvilibristiske og svære end i originaludgaverne.